# Pier Francesco Paoli
Pier Francesco Paoli (Pesaro, ... – Roma, 1638 ?) è stato un poeta italiano.
Fu legato alla scuola marinista. Non va confuso con l’omonimo medico fiorentino del XVI secolo.

## Biografia
Nato a Pesaro, si stabilì a Roma, dove fu per trentasei anni al servizio dell’antica e nobile famiglia Savelli con incarico di segretario. Fu cavaliere, e la stima riscossa presso la corte romana gli valse la carica di Conservatore dell’Urbe. Morì, certamente a Roma, poco dopo il 1637: nel dedicare le Rime varie, pubblicate quell'anno, al cardinal Antonio Barberini, dichiara di essere prossimo a “chiudere il periodo della propria vita” trovandosi da sei anni “sotto il flagello di alcune pericolose infermità”. Il Crescimbeni, nei suoi Comentari, scrive che il Paoli visse “oltre l’anno” di pubblicazione delle Rime varie, lasciando intendere come data di morte il 1638. Defunto era ormai senza dubbio nel 1642, quando Pietro Michiele gli dedicò un sonetto funebre. Fu in contatto con numerosi poeti del suo tempo, come il Michiele, Marcello Giovanetti, Antonio Abati, Francesco Balducci e Oddo Sabelli Palombara.
Ancora il Crescimbeni ricorda i vivi apprezzamenti che Pier Francesco Paoli seppe riscuotere per le sue qualità di declamatore in seno all’Accademia degli Umoristi, di cui era membro, e a quella del cardinal Savoia (l’accademia romana dei Desiosi), e si sofferma sul carattere gioviale e le doti di piacevole conversatore del poeta, che, con gusto tutto barocco, aveva assunto l’antitetico appellativo di “il Melanconico”. Crescimbeni informa inoltre che il Paoli “visse sempre applicato agli amori, essendo solito dire che senza questo onesto divertimento gli sarebbe paruto di non poter vivere”.

## Opere
La parte più significativa dell’opera di Pier Francesco Paoli è affidata a tre volumi: Rime, stampato a Ferrara nel 1609 dalla Stamperia Camerale, Seconda parte delle Rime, Ferrara 1619, ancora per la Stamperia Camerale, e Rime varie, Roma 1637, per lo stampatore Corbelletti. Tra i primi due libri e il terzo si colloca un’edizione veneziana del 1622.
Nella dedicatoria delle Rime varie (al cardinale Antonio Barberini) il Paoli sembra attribuirsi una laboriosa formazione autodidattica: “Le dedico il presente volume delle mie rime, fatiche d’una mente che non ha mai goduta serenità per gli studi di poesia né ha avuto in essi altro maestro che la Natura”.
Al Paoli si devono anche tre epitalamî d’occasione, in ottave: Orfeo (Pesaro, Flaminio Concordia, 1621, “con alcune altre rime del medesimo Autore”), per le nozze del principe di Urbino, Giove (Roma, Giacomo Mascardi, 1628), per le nozze di Carlotta Savelli con Pietro Aldobrandini, duca di Carpineto, e Amore, per le nozze del marchese Gasparo di Torres con Maria Serlupi (Roma, Lodovico Grignani, 1630). Versi del Paoli figurano in numerose raccolte miscellanee dell’epoca.

## Un testo esemplificativo
Al color de la chioma
sembri cometa ardente,
ed ai lampi de gli occhi un sol lucente.
Spieghi crine sanguigno,
spargi lume benigno:
oh forme altere e sole!
sotto crin di cometa occhi di sole.
(Pier Francesco Paoli, Capelli rossi)